# Bernardo Álvarez Afonso
Bernardo Álvarez Afonso (Breña Alta, La Palma, 29 de julho de 1949), é um clérigo católico-romano espanhol, bispo-emérito da diocese de San Cristóbal de La Laguna (também chamada de diocese de Nivariense ou diocese de Tenerife). Álvarez é o segundo bispo canário a governar a diocese depois de Monsenhor Domingo Pérez Cáceres (nascido em Tenerife).

## Biografia
Após iniciar um diploma de arquiteto técnico, ele deixou seus estudos para entrar no seminário de Tenerife, onde frequentou estudos eclesiásticos (1969-1976). Ele foi ordenado sacerdote no mesmo ano que completou sua educação, mais tarde licenciamento em Teologia Dogmática na Pontifícia Universidade Gregoriana de Roma.
Foi nomeado reitor em diferentes cidades de Tenerife e La Palma, ocupando também lugares diferentes em serviços diocesanos. Após servir como vigário da diocese de Tenerife, ele foi nomeado bispo por Bento XVI após a renúncia de Dom Felipe Fernández García, por razões de saúde.
Em 4 de setembro de 2005, na igreja de Nossa Senhora da Conceição de La Laguna, foi consagrado bispo pelas mãos do monseñor Manuel Monteiro de Castro e os bispos eméritos de Tenerife Damián Iguacén Borau e Felipe Fernández García, bem como outros bispos presentes, tornando-se o bispo número 12 da diocese de Tenerife. Na mesma data, ele toma a posse canônica da diocese.
Em 2014, foi capaz de reabrir a Catedral de La Laguna, após doze anos fechados por uma grande restauração.
No mesmo ano de 2014, ocorreu a canonização do José de Anchieta pelo Papa Francisco. Em 24 de abril, a Missa de ação de graças para a canonização presidida pelo Papa foi celebrada em Roma e Bispo Bernardo Álvarez participou acompanhado de uma representação canariana. José de Anchieta, nascido em Tenerife e missionário no Brasil, tornou-se o segundo canário a ser canonizado pela Igreja Católica, depois de Pedro de Betancur em 2002.
Em 21 de dezembro de 2019, Álvarez abriu a Porta Santa da Catedral de San Cristóbal de La Laguna por ocasião do Ano do Jubileu, pelo 200º aniversário da fundação da diocese.
A 16 de setembro de 2024, o Papa Francisco aceitou a sua renúncia por idade.